# 田心村 (大埔區)
田心村（英語：Tin Sam Tsuen）是一條位於香港大埔鳳園的鄉村。

## 行政劃分
田心村是大埔鄉事委員會其中一個鄉村代表。在選舉劃分上，該村被劃為康樂園選區，現時議席懸空（前任區議員為姚躍生，任期至2021年5月為止）。
22°27′42″N 114°10′50″E / 22.461585°N 114.1806663°E